# 腾冲过路黄
腾冲过路黄（学名：Lysimachia tengyuehensis）为报春花科珍珠菜属的植物，是中国的特有品種。分布于中国大陆的云南等地，生长于海拔350米至2,400米的地区，多生长于溪旁灌丛中和稻田边，目前尚未由人工引种栽培。